# Hans Rosing (biskop)
Hans Rosing, född den 9 augusti 1625 i Brønnøy, Nordland, död den 13 april 1699 i Kristiania, var en norsk biskop. 
Rosing studerade i Köpenhamn, Leiden och Orléans. Han blev dr.theol. i Köpenhamn 1675. Efter församlingstjänst i Danmark blev han 1664 utnämnd till biskop i Akershus stift och satt där till sin död. Rosing förrättade invigningen av den nya domkyrkan i Kristiania, Vår Frelsers kirke, 1697. Ett utkast till ny norsk kyrkoordning som han skrev på kunglig befallning 1682 blev inte antaget.